# Annals of the Transvaal Museum
Annals of the Transvaal Museum (abreviado Ann. Transvaal Mus.) es una revista con descripciones botánicas que es editada en Sudáfrica desde el año 1908.